# Leptosynapta clarki
Leptosynapta clarki är en sjögurkeart som beskrevs av Heding 1928. Leptosynapta clarki ingår i släktet Leptosynapta och familjen masksjögurkor. Inga underarter finns listade i Catalogue of Life.